# Motu Ngangie
Motu Ngangie är en ö i Cooköarna (Nya Zeeland). Den ligger i den nordvästra delen av landet och tillhör atollen Palmerston.